# هاوک‌ویند
هاوک ویند (به انگلیسی: Hawkwind) نام یک گروه موسیقی راک بریتانیایی است.این گروه جزو اولین گروهای سبک اسپیس راک و بشمار میآید که در سال ۱۹۶۹ توسط گیتاریست و خواننده دیو براک شکل گرفت.
استفاده بسیار زیاد از ملوترون، سینث سایزر، و افکت های صوتی فضایی در سبک هاوکویند، دوستداران اسپیس راک را به یاد گروه هایی مانند eloy وnektar  می اندازد، که بسیار بر هم تاثیر گذار نیز بودند. سبک موسیقی هاوکویند از ابتدا بیشتر به هارد راک میل میکرد، تا اینکه هر چه زمان پیش رفت، سبک موسیقی این بند به سایکدلیک و اسپیس راک میل کرد. فضای متوهم تر، لیریکس های کانسپچوال و فضا سازی بینظیر، این بند را از دیگر بند ها متمایز ساخته است.
نقطه اوج هنری هاوکویند را میتوان آلبوم the warrior on the edge of time دانست. 